# عینطوره
عینطوره (به عربی: عینطورة) یک منطقهٔ مسکونی در لبنان است که در استان جبل لبنان واقع شده‌است.